# Oxhey
Oxhey är en ort i distriktet Watford i grevskapet Hertfordshire i England. Oxhey/Bushey Urban var en civil parish 1894–1935 när det uppgick i Watford. Civil parish hade 2 636 invånare år 1931.